# Узо Адуба
Узоамака Нванека Адуба (енгл. Uzoamaka Nwanneka Aduba; Бостон, 10. фебруар 1981) америчка је глумица. Позната је по улози Сузан „Лудих Очију” Ворен у серији Наранџаста је нова црна (2013—2019), за коју је освојила награду Еми за програм у ударном термину за најбољу гостујућу глумицу у комедији, награду Еми за програм у ударном термину за најбољу споредну глумицу у драми и две награде Удружења филмских глумаца за најбољу глумицу у хумористичкој серији. Једна је од само двоје глумаца који су освојили награду Еми у категорији комедије и драме за исту улогу, док је други Ед Аснер за лика Луа Гранта.
Глумила је у филму Америчка пасторала (2016) и Мој мали пони: Филм (2017). Године 2020. Адуба је глумила Ширли Чизом у мини-серији Госпођа Америка, за коју је освојила награду Еми за програм у ударном термину за најбољу споредну глумицу у мини-серији или филму и Телевизијску награду по избору критичара за најбољу споредну глумицу у филму или мини-серији.

## Детињство и младост
Узо Адуба рођена је у Бостону, у Масачусетсу, као ћерка родитеља из Нигерије, а одрасла је у Медфелду, у Масачусетсу. Године 1999. завршила је Средњу школу у Мејфилду. Похађала је Бостонски универзитет, где је студирала класични глас и такмичила се у атлетици. Своју породицу назвала је „спортском”. Њен млађи брат, Оби, играо је хокеј на Масачусетском универзитету у Амхерсту и шест сезона професионално.

## Филмографија

### Филм
| Година | Српски назив                      | Изворни назив    | Улога                 | Напомене    |
| ------ | --------------------------------- | ---------------- | --------------------- | ----------- |
| 2015.  |                                   |                  | Кори                  |             |
| 2016.  | Алвин и веверице: Велика авантура |                  | полицајка             | камео улога |
| 2016.  | Талула                            |                  | детективка Луиза Кини |             |
| 2016.  | Америчка пасторала                |                  | Вики                  |             |
| 2016.  |                                   | Перл             |                       |             |
| 2017.  | Мој мали пони: Филм               |                  | краљица Ново (глас)   |             |
| 2018.  |                                   |                  | Џулија Расел          |             |
| 2018.  |                                   | Сир              |                       |             |
| 2019.  |                                   |                  | Карла Монро           |             |
| 2019.  | Стивен Универс: Филм              |                  | Бизмут (глас)         |             |
| 2019.  |                                   | Вирџинија Волден |                       |             |
| 2020.  |                                   |                  | Ченај Хунгвеј         |             |
| 2021.  |                                   |                  | Кетрин По             |             |
| 2022.  | Баз Светлосни                     |                  | Хоторн (глас)         |             |

### Телевизија
| Година     | Српски назив                                | Изворни назив | Улога                  | Напомене                                                      |
| ---------- | ------------------------------------------- | ------------- | ---------------------- | ------------------------------------------------------------- |
| 2012.      | Плава крв                                   |               | медицинска сестра      | епизода: „Ноћне море”                                         |
| 2013.      |                                             |               | заменска наставница    | телевизијски филм                                             |
| 2013—2019. | Наранџаста је нова црна                     |               | Сузан „Луде Очи” Ворен | рпоредна улога (1. сезона); главна улога (2—7. сезона)        |
| 2014.      | Уживо суботом увече                         |               | ћерка Дадли            | епизода: „Вуди Харелсон/Кендрик Ламар”                        |
| 2015.      |                                             |               | себе                   | епизода: „Узо Адуба носи белу блузу и краљевско плаве штикле” |
| 2015.      |                                             |               | Глинда                 | телевизијски специјал                                         |
| 2016—2019. | Стивен Универс                              |               | Бизмут                 | споредна гласовна улога, 9 епизода                            |
| 2018—2019. |                                             |               | полицајка Кубриц       | споредна гласовна улога, 11 епизода                           |
| 2018—данас | Миракулус: Авантуре Бубамаре и Црног Мачора |               | Нора Сезар/Ананси      | гласовна улога, 4 епизоде                                     |
| 2020.      | Стивен Универс: Будућност                   |               | Бизмут                 | гласовна улога; епизода: „Опуштени Бизмут”                    |
| 2020.      | Госпођа Америка                             |               | Ширли Чизом            | мини-серија                                                   |
| 2021.      | На терапији                                 |               | др Брук Тејлор         | главна улога                                                  |
| 2021.      |                                             |               | Саша                   | епизода: „Саша”                                               |
| 2021.      | Преглед протекле недеље са Џоном Оливвером  |               | себе                   | епизода: „Коса”                                               |
| 2022.      | Животиња                                    |               | нараторка              | гласовна улога; епизода: „Делфини”                            |